# Комітет Оборони Робітників
Комітет Оборони Робітників (пол. Komitet Obrony Robotników) — польська опозиційна організація, що діяла з вересня 1976 по вересень 1977 рр., протистояла політиці влади ПНР, допомагала особам репресованим в результаті подій червня 1976 р, в першу чергу, в Радомі і Урсусі (сьогодні частина Варшави), а також в Плоцьку. Після часткового задоволення своїх вимог владою ПНР комітет перетворився в Комітет Суспільної Самооборони (КСС) «КОР» (пол. Komitet Samoobrony Społecznej «KOR»).

## Передумови створення
Появі Комітету передувала акція допомоги людям репресованим в Урсусі, організованої середовищем, так званої Громади Волоцюг, діючої при Першій Варшавській Команді Скаутів ім. Ромуальда Траугутта Чорна Одиниця. Громаду очолив Антоній Мацеревич, до ініціативи допомоги потерпілим приєдналися молоді активісти Клубу Католицької Інтелігенції у Варшаві, яких підтримали інші громадські активісти, передусім, Ян Юзеф Ліпський. Допомога ця полягала у зборі грошей для осіб, позбавлених роботи і членів їх сімей, координації адвокатської і лікарської допомоги для репресованих. Символічним початком створення комітету була участь у так званому першому урсуському процесі (16-17 липня 1976 року у Варшаві), під час якого були налагоджені контакти з сім'ями засуджених робітників. З вересня 1976 р. учасники акції допомоги діяли також у Радомі.

## Виникнення Комітету
Організатори акції вирішили, що для підвищення ефективності їх діяльності необхідне створення формальної організації, до складу якої мають увійти також відомі авторитетні особи. Це мало б допомогти координувати діяльність, а також певним чином захищати учасників акції. У вересні 1976 р. Антоній Мацеревич і Пйотр Наїмський, за підтримки Яна Юзефа Ліпського та Яцека Куроня, остаточно переконали в цій ідеї більшість активістів.
Ідею назви скоріш за все запропонував А. Мацеревич. 11 вересня 1976 року Антоній Мацеревич, Пйотр Наїмський і Войцех Онишкевич розробили попередню версію документу, який оголошував створення  Комітету Оборони Робітників. Після зустрічі 22 вересня 1976 року 14 підписантів оголосили так званий Заклик до громадськості і влади ПНР, в якому констатували, що у зв'язку з  репресіями проти учасників протестів у Радомі, Урсусі та інших містах потрібна «солідарність і взаємна допомога» суспільства. Тому був створений Комітет Оборони Робітників, метою якого стало надання юридичної, фінансової та медичної допомоги потерпілим робітникам, а також інформування громадськості про переслідування. Комітет вимагав амністії для засуджених та заарештованих і їх повернення до праці. Текст звернення написав Мацеревич, свої поправки внесли Ян Ольшевський і Ян Юзеф Ліпський, а останні фрази належали Єжи Анджеєвському.

## Члени та співробітники
Перші 14 авторів звернення стали одночасно членами-засновниками КОР. Серед них були: Єжи Анджеевский, Станіслав Бараньчак, Людовик Кох, Яцек Куронь, Едвард Липинський, Ян Юзеф Ліпський, Антоній Мацєревич та ін.
29 вересня 1976 року до них приєдналася Галина Миколайська. Черговими членами стали Мирослав Хоєцький, Еміль Моргевич, Вацлав Завадський (всі з жовтня 1976 р.), Богдан Борусевич і Юзеф Среньовський (з листопада 1976 р.), Войцех Онишкевич (активний з початку акції допомоги), Анка Ковальська і Стефан Качоровський (від 3 січня 1977 р.), Адам Міхнік (від 29 квітня 1977 р.), о. Збіґнєв Камінський і Ян Кєлановський (з липня 1977 р.).
Серед членів КОР характерною групою були так звані старші панове (пол. starsi Państwo) (Кох, Липинський, Пайдак, Рибіцький, Зея), які своїм авторитетом і порадами підтримували поточні дії з надання допомоги репресованим, а також брали участь у складанні програмних заяв.
КОР зібрав людей з різним політичним минулим, у тому числі членів довоєнної Польської Соціалістичної Партії (Липинський, Кох), активних учасників підпілля II Світової війни (Пайдак, Рибіцький), так званих Командос (Куронь, Міхнік), розвідників із Громади Бродяг (Мацеревич, Онишкевич, Наїмський). Куронь, Ліпський, Моргевич і Зембінський були активними в різних опозиційних заходах ще в 60-х роках.
Окрім офіційних членів KOR, було також багато співавторів, серед яких: Войцех Аркушевський, Конрад Бєлінський, Яцек Березін, Северин Блумштайн, Ґжегож Богута, Анджей Целінський, Людвік Дорн, Марек Едельман, Войцех Фальковський, Кшиштоф Хагемеєр, Гелена Лучиво, Вітольд Лучиво, Ян Кшиштоф Келюс, Анджей Тадеуш Кійовський, Яцек Клейф, Еугеніуш Клоц, Сергіуш Ковальський, Гражина Куронь, Ян Літинський, Войцех Островський, Зофія Ромашевська, Збігнєв Ромашевський, Ян Вальц, Генрик Вуєц, Людвіка Вуєц, Кристина Старчевська, Стефан Старчевський, Йоанна Щесна, а також група юристів, насамперед Анджей Грабінський, Вітольд Ліс-Ольшевський, Ян Ольшевський, Владислав Глоса-Новіцький, Станіслав Щука та Яцек Тейлор.

## Цілі та форми діяльності
До цієї теми відноситься категорія: Члени та співавтори KOR.
КОР сформулював свої цілі вже в Зверненні з 23 вересня 1976 р., а в розширеній формі представив їх у березні 1977 р.. Серед них були: амністія для засуджених за участь в демонстраціях в червні 1976 р.; прийняття репресованих на попередні місця праці; повне розкриття розмірів репресій; покарання винних у порушеннях закону щодо демонстрантів і призначення комісії депутатів з питань вивчення та публічного розкриття випадків порушення закону з боку органів влади у зв'язку з подіями.
Діяльність КОР включає три основні площини: фінансову допомогу, юридичну і лікарську допомогу, а також інформування громадськості про репресії. Зокрема, члени та співробітники KOP створили дві так звані команди — урсуську (керовану А. Мацеревичем, потім Онишкевичем) і радомську (керовану М. Хоєцьким, а потім Збігнєвом і Софією Ромашкевських), в рамках яких вони намагалися дістатися до сімей репресованих робітників, передати їм матеріальну допомогу, зв'язатися з адвокатами, які готові були надати їм захист у кримінальних процесах і представляти в трудових процесах. Також учасники комітету взяли участь в судових слуханнях у якості глядачів і боролися за їх відкритість. Загалом була надана допомога, принаймні, кільком сотням сімей в Радомі, Урсусі, Плоцьку, Гданську і Лодзі. Приплив інформації про порушення закону в Польщі схилив Софію і Збігнєва Ромашкевських до створення у травні 1977 р. так званого Офісу Інтервенції (пол. Biuro Interwencyjne), який ставив за мету координування допомоги постраждалим від дій влади ПНР. Неформальним скарбником Комітету був Я. Ю. Ліпський, а в травні 1977 року створено Фонд Громадянської Самооборони (пол. Fundusz Samoobrony Społecznej), що уможливив постійну фінансову допомогу жертвам переслідувань.
Інформаційна діяльність була пов'язана в першу чергу з видачею нецензурованого Повідомлення КОР (пол. Komunikatu KOR), який виходив з 29 вересня 1976 р. — перший редактор — А. Мацеревич, а потім з травня 1977 р. — редактор А. Ковальська), а також Інформаційний Бюлетень КСС «КОР» (пол. Biuletyn Informacyjny KSS «KOR»). До грудня тексти виходили в машинописній формі, а згодом множилися на копіювальному пристрої. Неофіційним, але широко застосовуваним місцем для прийому інформації про репресії, був телефон Гражини та Яцека Куронів (№ 39-39-64) в їхньому варшавському помешканні.

## Репресії
Спочатку комуністична влада прийняла до членів і співробітників КОР тактику залякування. Були випадки побиття (Дорна, Хоєцького), перешкоджали в приїзді на судові засідання, звільняли з роботи (у тому числі Мацеревича, Хоєцького, Березіна, Літинського та ін.). Ліпському не затвердили докторську роботу, призначувано також штрафи за «незаконний збір грошей» і збори членів у приватній квартирі. Застосовували затримання на 48 годин, а також «анонімні» погрози (зокрема, щодо Миколайської). У травні 1977 року були заарештовані Хоєцький, Куронь, Ліпський, Мацеревич, Міхнік, Наїмський, Островськи та ін., а кілька десятків співробітників КОР були затримані на термін до 48 годин. В знак протесту проти арештів і подальшого  утримання в тюрмах робітників, засуджених у радомському і урсуському процесах, 24 травня 1977 року в церкві св. Мартіна у Варшаві розпочалося голодування, що продовжувалося до 30 травня 1977 р.. На ньому були присутні Богуслава Блайхер, Данута Хоміцька, Луцина Хоміцька, Богдан Цивінський, Єжи Гереш, Зенон Палка та ін. Як в Польщі, так і за кордоном, арешти членів і співробітників КОР зустрілися з численними протестами, які підписали, зокрема, американські, німецькі, французькі, італійські, та швейцарські інтелектуали, а також британські і американські політики. У червні 1977 р. Ліпський, а в липні 1977 р. Островська були звільнені з-під варти за станом здоров'я.

## Реорганізація КОР
Влада ПНР не відважилася на проведення судового процесу проти заарештованих і у зв'язку зі святом 22 липня оголосила амністію, яка охоплювала окрім членів КОР, також останніх ув'язнених робітників, засуджених після червня 1976 року. Всі вони вийшли на свободу 23 липня 1977. Отже, первинна мета Комітету була досягнута. В ході його роботи було викрито багато випадків незаконних дій влади ПНР, що спонукало більшість членів КОР, до перетворення його 29 вересня 1977 року в Комітет Суспільної Самооборони «КОР»

## Зовнішні посилання
- Kolekcja KOR w Bibliotece Cyfrowej Ośrodka KARTA [Архівовано 31 травня 2016 у Wayback Machine.]
- Archiwum KOR i KSS KOR [Архівовано 24 січня 2018 у Wayback Machine.]
- Teksty o KOR z Gazety Wyborczej w portalu gazeta.pl
- Artykuł Piotra Naimskiego o KOR
- Strona poświęcona 35. rocznicy założenia KOR, z bazą wiedzy i nagraniami wideo rozmów z członkami KOR [Архівовано 30 грудня 2021 у Wayback Machine.]
- Wystawa Muzeum Historii Polski na platformie Google Cultural Institute [Архівовано 18 січня 2017 у Wayback Machine.]